# Shawn Parker
Shawn Parker (* 7. März 1993 in Wiesbaden) ist ein ehemaliger deutscher Fußballspieler. Der Stürmer stand zuletzt bei der SpVgg Greuther Fürth unter Vertrag und absolvierte Länderspiele für alle deutschen Nachwuchsmannschaften.

## Karriere

### Jugend
Parker begann seine aktive Laufbahn in der Jugendabteilung des Wiesbadener Stadtteilclubs FC 1934 Bierstadt, wechselte dann zum FV Biebrich 02 und anschließend zum SV Wehen. Im zweiten Jahr als D-Jugendlicher holte der 1. FSV Mainz 05 ihn in seine Jugendabteilung.

### Vereine
Ab der Saison 2011/12 spielte Parker für die zweite Mannschaft von Mainz 05 in der Regionalliga. Zur Saison 2012/13 rückte er in den Profikader von Thomas Tuchel auf. Am 27. Oktober 2012 spielte er bei der Einwechslung gegen TSG 1899 Hoffenheim erstmals in der Fußball-Bundesliga. In seinem zweiten Spiel, seinem Startelfdebüt, erzielte Parker sein erstes Bundesligator beim 3:1 im Auswärtsspiel bei Eintracht Frankfurt am 27. November 2012.
Zum 1. Juli 2014 wechselte Parker zum FC Augsburg. Bei der 0:2-Niederlage am ersten Spieltag gegen die TSG Hoffenheim gab er sein Debüt für seinen neuen Club. Mit dem FCA spielte er 2015/16 in der Europa League und schied gegen den FC Liverpool aus. Ende August 2016 schloss er sich für ein Jahr leihweise dem 1. FC Nürnberg an. Hier kam er verletzungsbedingt zu nur sechs Einsätzen in der 2. Bundesliga.
Vor dem dritten Spieltag der Zweitligasaison 2018/19 wechselte Parker zur SpVgg Greuther Fürth. Bei den Franken unterschrieb er einen zwei Jahre laufenden Vertrag. Bis zu seiner Vertragsauflösung Ende Januar 2020 kam der Angreifer auf lediglich fünf Pflichtspiele (ein Tor) für die erste sowie acht Einsätze für die zweite Mannschaft, in denen er stets torlos geblieben war.
Im Jahr 2020 beendete Parker seine Profikarriere und gründete eine Fußballschule.

### Nationalmannschaft
Parker durchlief alle Jahrgangsstufen der deutschen Jugend-Fußballnationalmannschaft von der U15 bis zur U20 und erzielte insgesamt 25 Treffer in 46 Spielen. Im August 2013 wurde Parker in den Kader der U21-Nationalmannschaft nominiert.

## Persönliches
Parker ist Sohn eines in Wiesbaden stationierten US-amerikanischen Soldaten und einer deutschen Mutter. Sein jüngerer Bruder Devante (* 1996) war ebenfalls Fußballspieler.
Besondere internationale Bekanntheit erlangte Parker aufgrund seiner Zusammenarbeit mit dem Fußballtrainer Thomas Tuchel während ihrer gemeinsamen Zeit bei Mainz 05. Damals wurde Parker von Tuchel im Training lautstark gemaßregelt, mit den Worten „Shawn, Shawn! Nach welchen Ideen spielst du hier Fußball? […]“.
Die Ansage von Tuchel wurde in diversen Videos auf mehrere Sprachen übersetzt und steht oft sinnbildlich für den akribischen und fordernden Stil des Fußballtrainers.